# Croÿ

Stammwappen derer von Croÿ

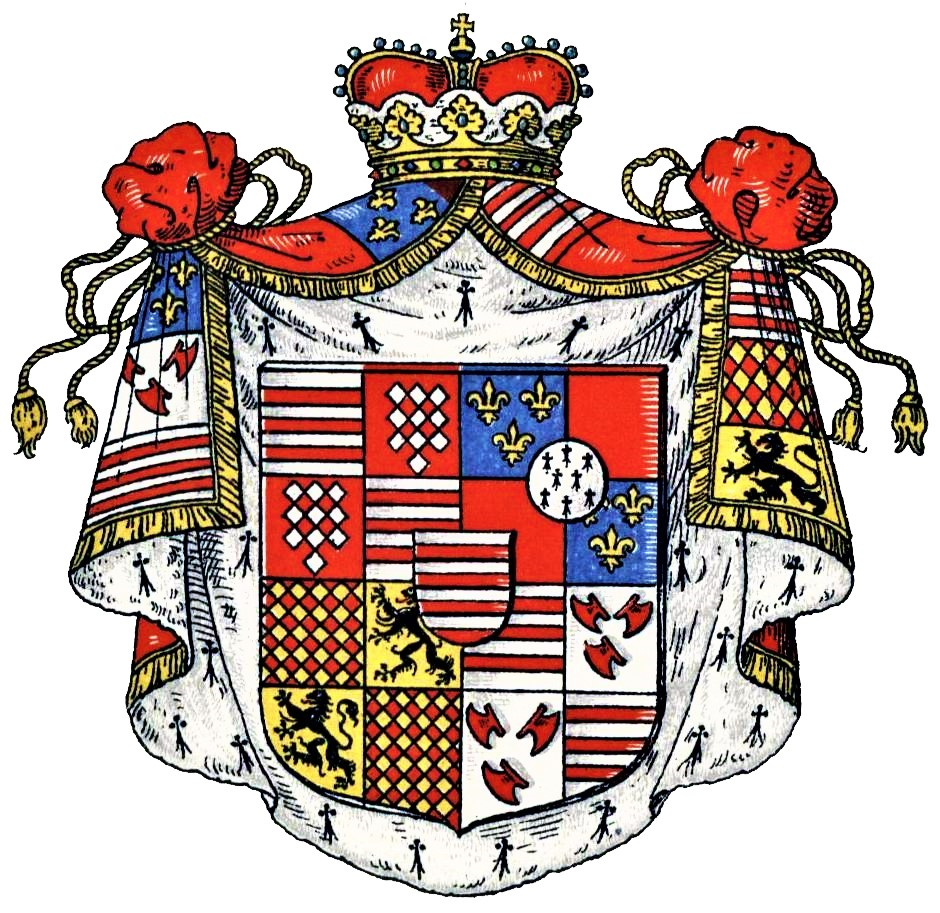
Wappen des Herzogs von Croÿ aus der Hauptlinie Croÿ-Solre

Croÿ, auch Croy, (frz. Aussprache [kʁu.i]) ist der Name eines alten, ursprünglich nordfranzösischen Adelsgeschlechts aus Crouy-Saint-Pierre in der Picardie. Die Familie nahm ihren Aufstieg im 15. Jahrhundert im Dienst der Herzöge von Burgund, die sie 1473 zu Grafen von Chimay erhoben. Sie dienten dann den Erben der Burgunderherzöge, den Habsburgern, was ihnen 1486 den Reichsfürstenstand und 1518 seitens der spanischen Habsburger den spanisch-niederländischen Marquis- und Herzogsstand einbrachte, 1594 den Reichsfürstenstand. 1598 folgte die Erhebung in den französischen Herzogsstand.
1803 erhielt die Hauptlinie durch den Reichsdeputationshauptschluss das Amt Dülmen als Entschädigung für abgetretene linksrheinische Besitzungen als souveränes Territorium, wodurch die Familie als souveränes Haus nach 1815 im Deutschen Bund zu den Standesherren zählte. Ab 1892 erhielten die Äste des belgischen Zweigs zu unterschiedlichen Zeitpunkten die belgische Adelsaufnahme mit dem Prinzentitel und der Anrede Durchlaucht; der französische Titel „duc“ (Herzog) wird nur vom jeweiligen Chef des Gesamtgeschlechts geführt, derzeit aus der deutschen Linie Dülmen; die übrigen Mitglieder der Familie sind Prinzen bzw. Prinzessinnen.
Das Geschlecht, dessen Zweige zum Teil bis heute in Belgien, Frankreich, Deutschland und Österreich bestehen, zählt zum Hochadel (die sogenannte II. Abteilung des Hofkalenders) und zu den spanischen Granden.

## Geschichte

### Herkunftssagen

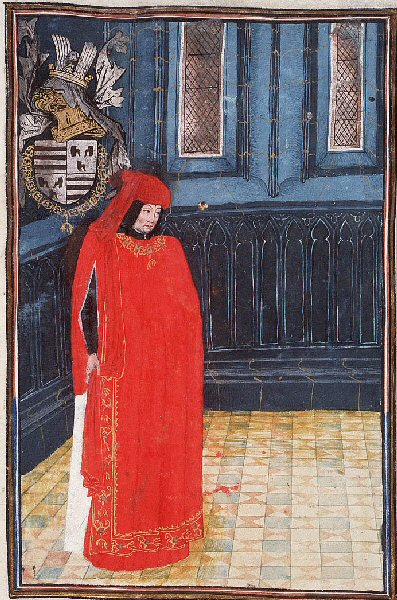
Antoine I. („Anton der Große“) von Croÿ (1385–1475), allmächtiger Minister am Hof Philipps „des Guten“ von Burgund

In älterer Literatur werden unterschiedliche Ursprünge des Geschlechts angenommen. Nach einer alten Überlieferung stammt die Familie von Marcus, Enkel des 1141 verstorbenen Königs Bela II. von Ungarn aus dem Haus der Árpáden, ab. Er soll mit Catharina, der Erbtochter von Airaines und Crouy-Saint-Pierre, verheiratet gewesen und so zum Stammvater der Familie Croÿ mit ihren Linien Chimay, Aarschot, Roeulx und Havré geworden sein. Nach einer anderen Sage hinterließ Dietrich I., Herzog von Lothringen aus dem Hause der Wigeriche, einen Sohn Simon d’Alsace, der durch seinen Sohn Balduin Stammvater der Grafen und Fürsten von Croÿ geworden sei (was die Croÿ eines Stammes mit dem älteren Haus Salm machen würde).
Auf jeden Fall gehören die Herren von Croÿ zum Uradel der Grafschaft Ponthieu. Ihr namensgebendes Stammhaus ist die Ortschaft Crouy-Saint-Pierre im Département Somme bei Amiens in der Picardie. Nach dem Genealogischen Handbuch des Adels wurden sie dort mit Guermond und Robert de Croy in der ersten Hälfte des 12. Jahrhunderts erstmals urkundlich genannt. Die ununterbrochene Stammreihe beginnt mit Jacques, sire de Croy, der im Jahr 1287 in erster Ehe Marguerite d’Airaines heiratete. Deren Nachkommenschaft im Mannesstamm blüht bis heute.

### Ausbreitung und Aufstieg

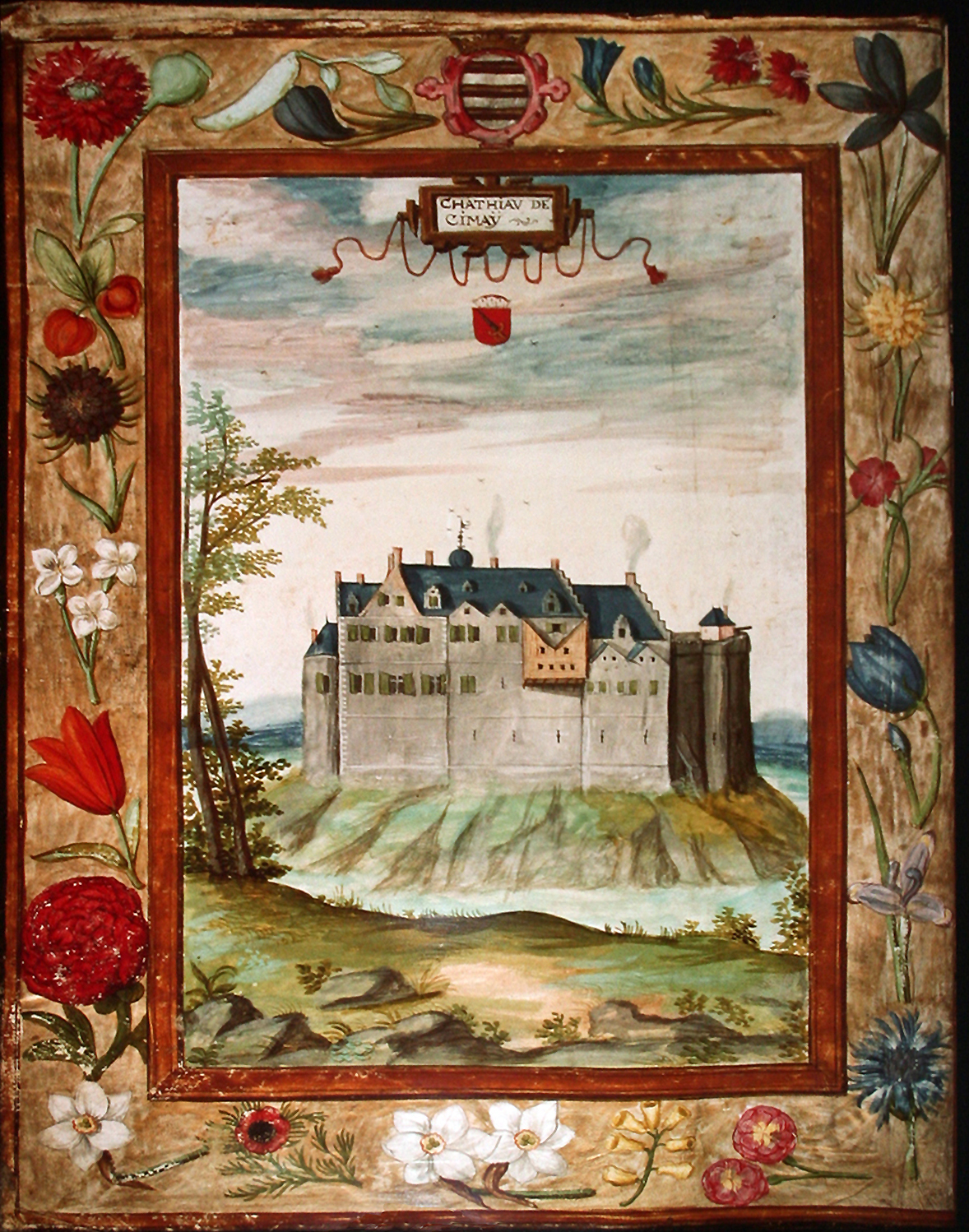
Château de Chimay um 1600

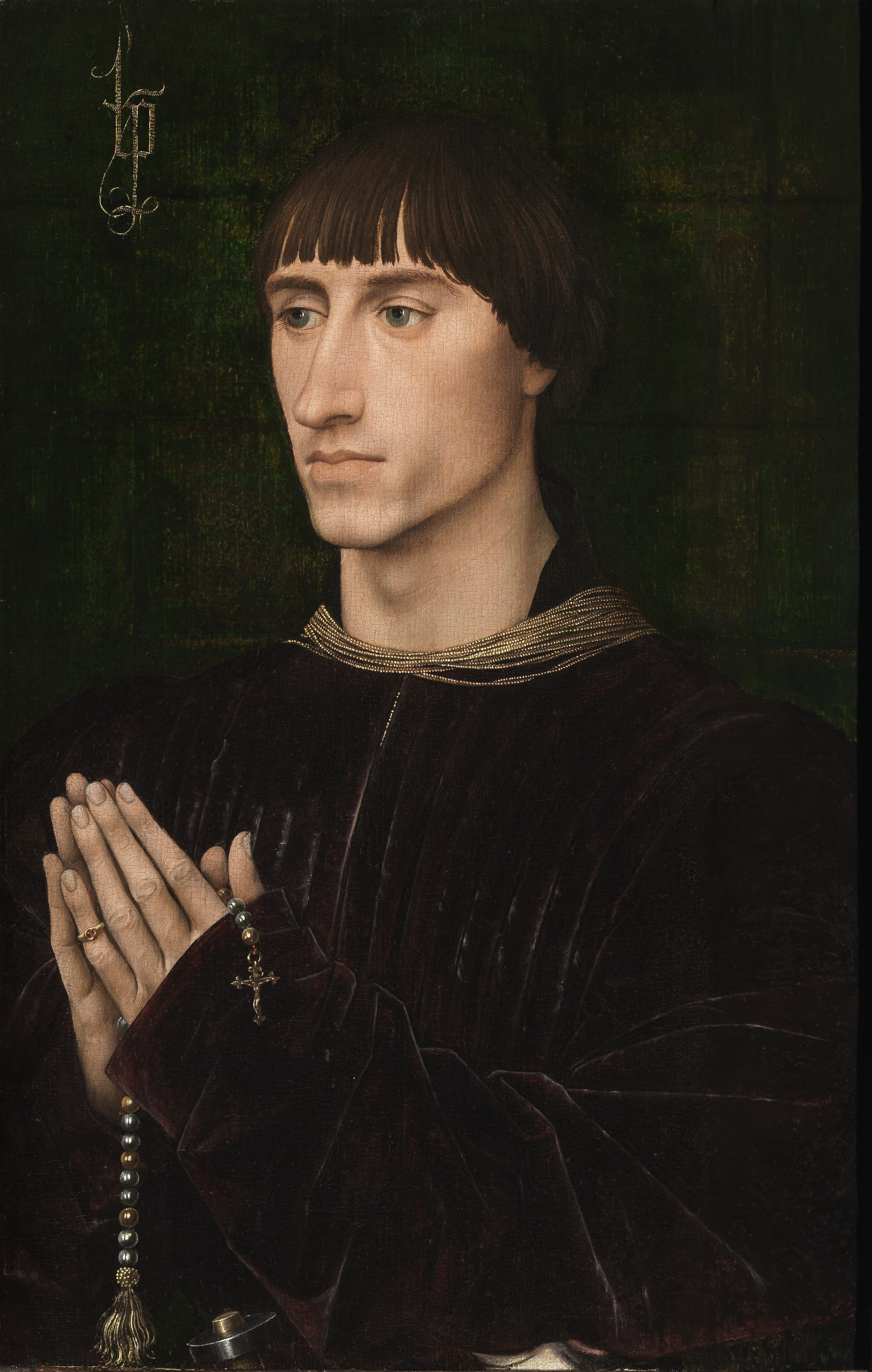
Philippe I. de Croÿ-Porcéan (1435–1511), Sohn Antoines I. (Porträt von Rogier van der Weyden)

Schon früh gelangten Angehörige der Familie auch im benachbarten Herzogtum Burgund sowie den Grafschaften Flandern und Hennegau zu Besitz und Ansehen. 1318 verkaufte König Philipp V. die Stadt Bar-sur-Aube an Jacques de Croÿ. Guillaume de Croÿ heiratete 1354 Isabeau de Renty und erhielt die Herrschaften Renty, Sempy und Seneghem als Mitgift. 1397 konnte die Herrschaft Chimay (ab 1473 Grafschaft, ab 1482 Fürstentum) erworben werden. 1423 kam das Schloss Havré in die Familie.
Ihren eigentlichen Aufstieg zu Macht und Würden nahm die Familie durch den Minister Herzog Philipps „des Guten“ von Burgund, Antoine I. de Croÿ aus dem Hause Renty (ca. 1402–1475). Er nahm, besonders im letzten Lebensjahrzehnt des Herzogs, eine allmächtige Stellung an dessen Hof ein und protegierte seine Verwandten. Damit er die französischen Interessen in Burgund förderte, erhielt Antoine zudem von den französischen Königen große Geldsummen. Seit 1456 führte dies zu Spannungen am burgundischen Hofe, aus denen die Croÿ zunächst als Sieger hervorgingen, während das gegnerische Lager um die Gemahlin des Herzogs, Isabella, sowie den Erbprinzen Karl den Kühnen verdrängt wurde. Von 1454 bis 1464 beherrschte Antoine den gesamten burgundischen Staat und besetzte freigewordene Ämter mit seinen Söhnen, Neffen und Günstlingen. 1465 jedoch wurden die Croÿ von Karl dem Kühnen in die Flucht gejagt und erst 1473 rehabilitiert. Ihr Stern stieg jedoch wieder, als sie nach Karls Tod die Ansprüche seiner Erbtochter Maria von Burgund, Ehefrau von Maximilian I. von Habsburg, gegen die französischen Könige verfochten. Auch Marias Sohn Philipp der Schöne sowie der Enkel, Kaiser Karl V., stützten sich im Herzogtum Burgund auf die Familie Croÿ und vermehrten deren Reichtümer. Unter Antoines Enkel Guillaume II. de Croÿ, Erzieher Karls V. und leitender Minister von Burgund, erreichten die Croÿ den Zenit ihres politischen Einflusses.
Antoine I. hatte bereits 1436 das Château de Montcornet erworben, 1429 auch die Herrschaft Le Roeulx (die sich bis heute im Besitz der Familie befindet). Durch seine zweite Frau, Marguerite de Loraine-Vaudémont, kam die Herrschaft Aarschot in die Familie, 1438 erwarb er das Schloss in Château-Porcien, 1453 Beaumont. Sein Sohn Philippe I. (1435–1511) begründete die Linie Aarschot, der Sohn Jean (1436–1505) die Linie Roeulx. Der Bruder Antoines I., Jean II. de Croÿ, setzte die Linie Chimay fort; Chimay wiederum fiel 1525 durch Heirat an die Linie Aarschot, in deren Besitz 1560 auch Solre-le-Château kam. 1587 ging das Fürstentum Chimay durch Heirat an das Haus Arenberg.
Nachkommen von Philippe de Croÿ aus dem Hause Roeulx (1664 in den Reichsfürstenstand erhoben) begründeten die beiden jüngeren Häuser Croÿ-Solre (später Grafen zu Dülmen) und Croÿ-Havré. Von diesen Häusern ist das letztere mit dem Tod von Herzog Joseph 1839/1840 erloschen.

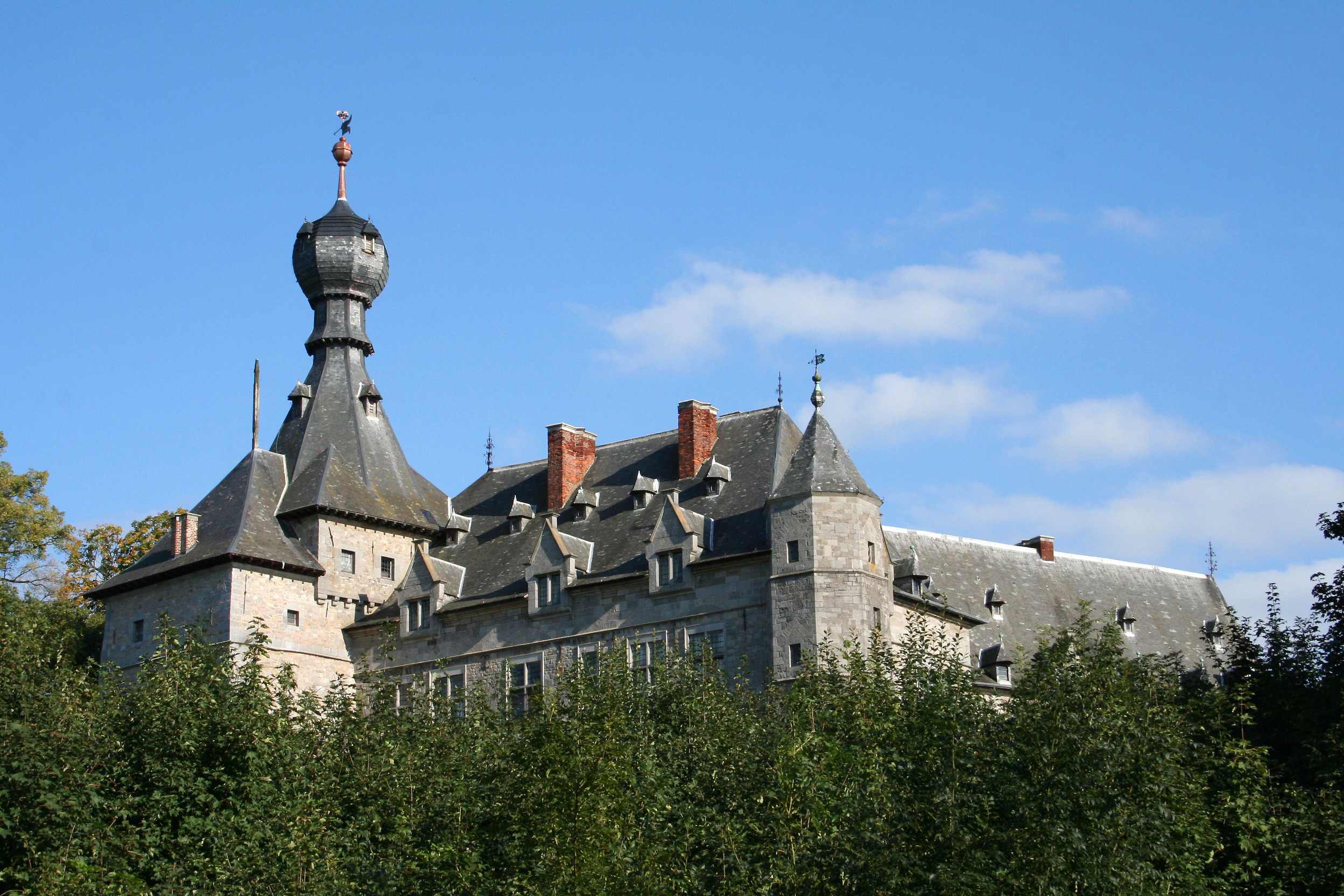
Château de Chimay
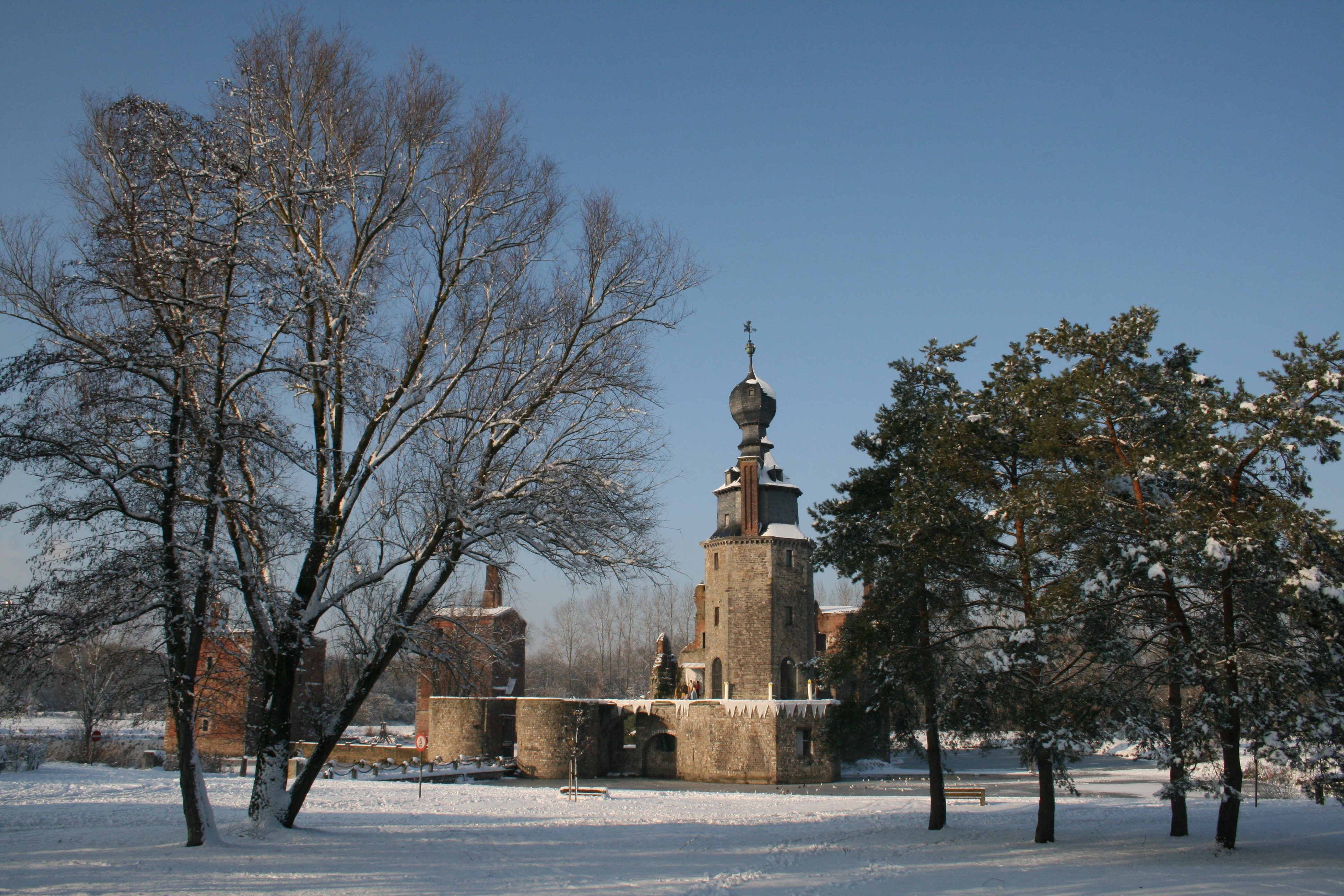
Ruine von Schloss Havré, einst Sitz der Linie Croÿ-Havré
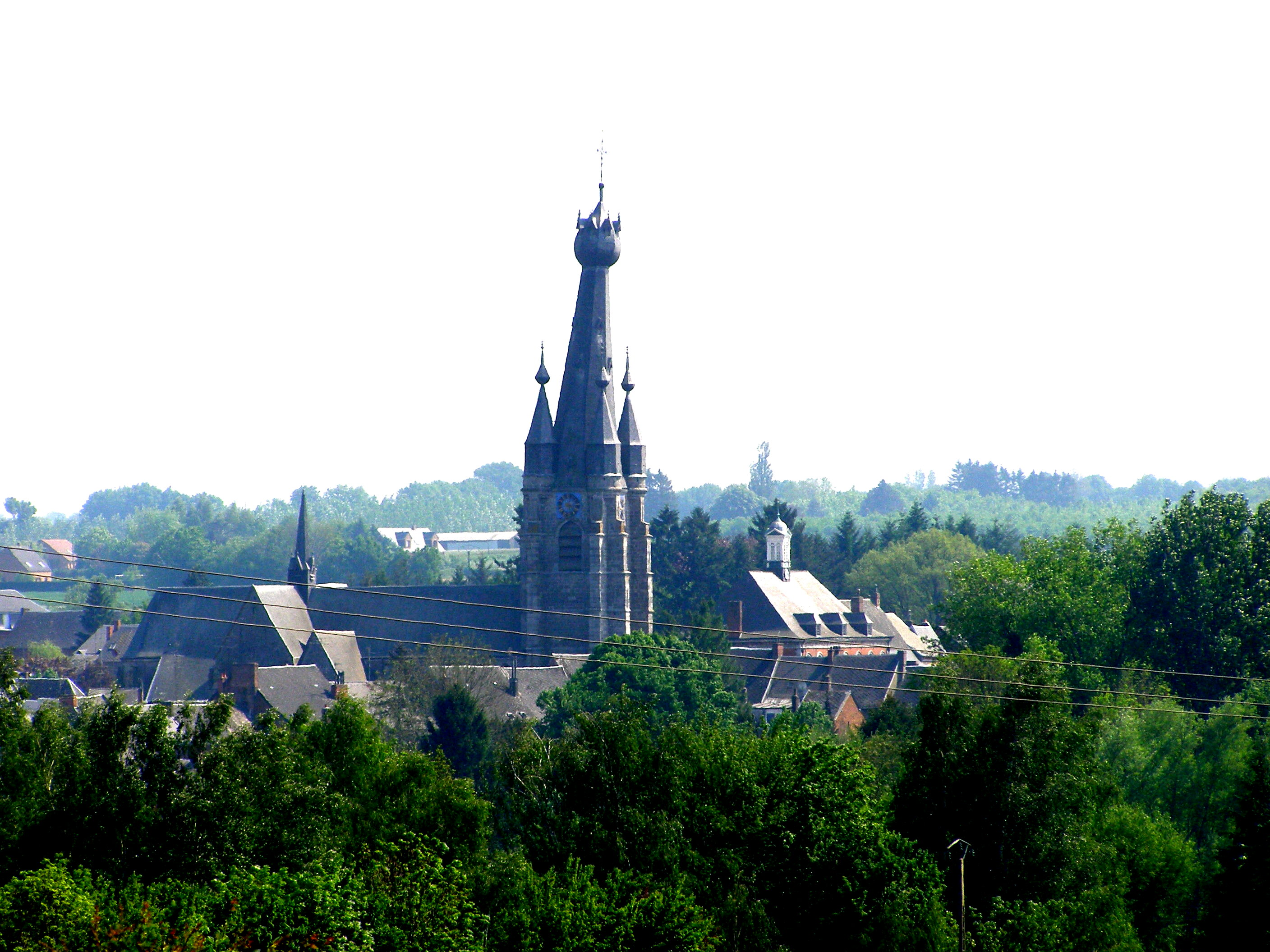
Solre-le-Château, einst Sitz der Linie Croÿ-Solre
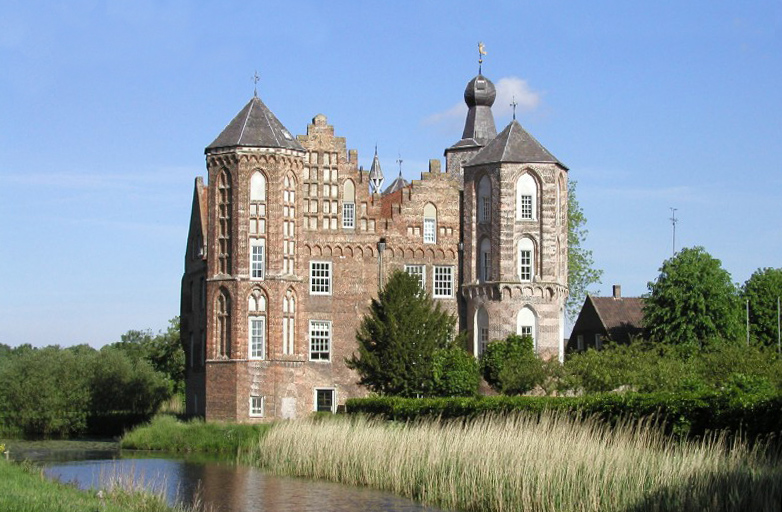
Kasteel Croy nahe Helmond (NL), 1477–1494 im Besitz von Jacques de Croÿ

### Standeserhebungen

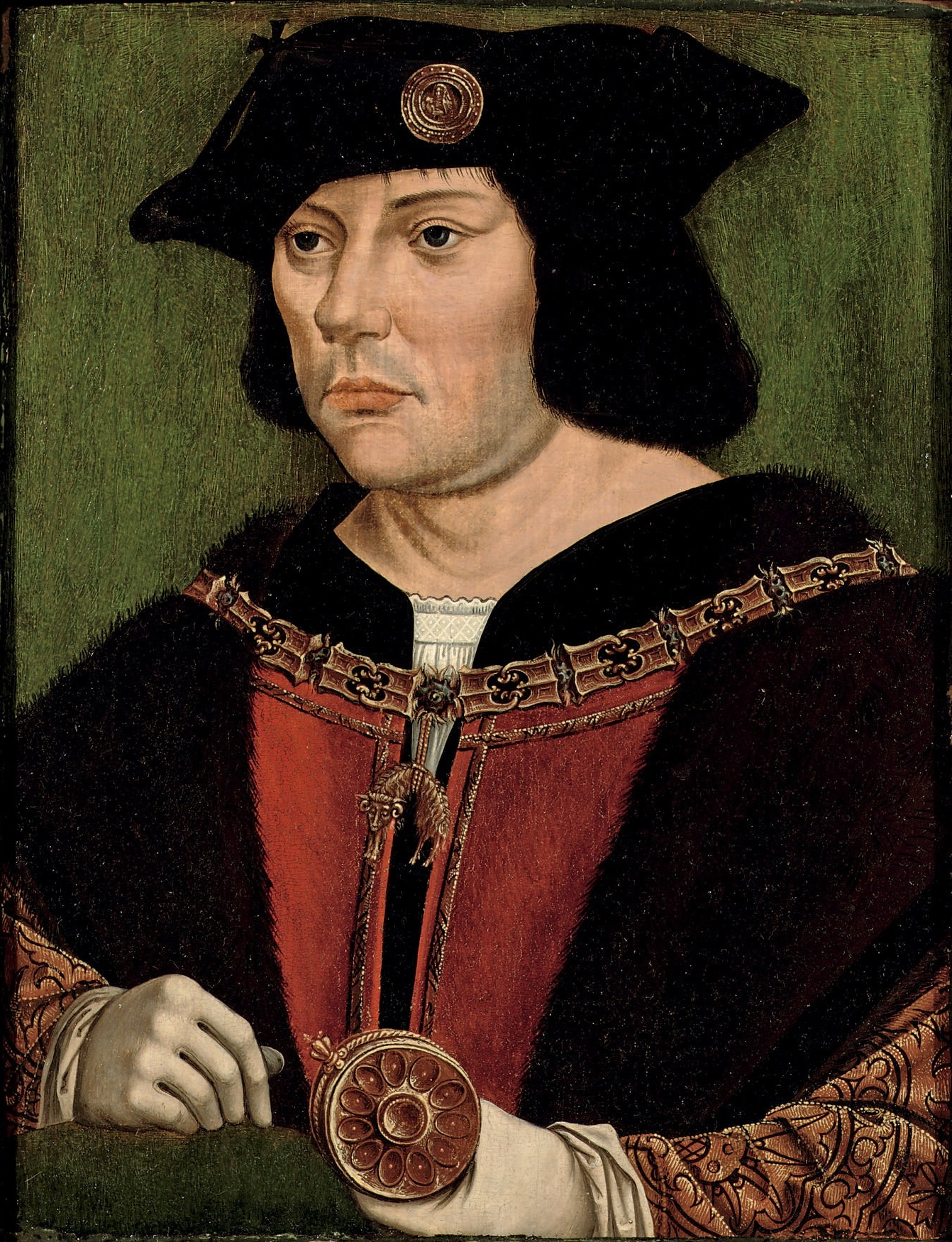
Guillaume II. de Croÿ (1458–1521), Sohn Philippes I. de Croÿ-Porcéan und Erzieher Kaiser Karls V., leitender Minister von Burgund, Seigneur de Chièvres, Herzog von Sora und Archi

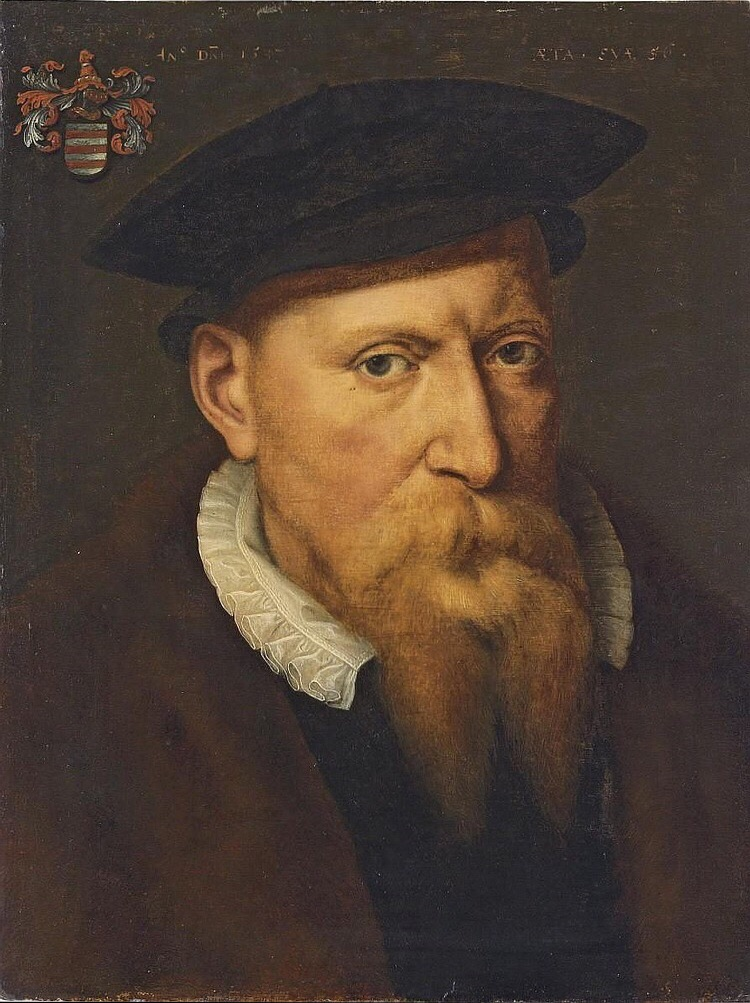
Robert de Croÿ (1500–1556), Erzbischof von Cambrai, Enkel Philippes I. de Croÿ-Porcéan

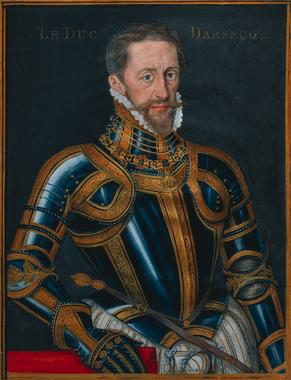
Philippe III. de Croÿ (1526–1595), 3. Herzog von Aerschot, Neffe Erzbischof Roberts

- Die Erhebung zum Grafen von Chimay (Hennegau) erfolgte 1473 für Jean de Croÿ († 1473).
- Der 3. Graf von Chimay, Charles I. de Croÿ († 1527), erhielt vom römisch-deutschen Kaiser Maximilian I. 1486 in Aachen den Titular-Reichsgrafenstand, der kein Stimmrecht im Reichstag beinhaltete. Er war Patenonkel und Mentor Kaiser Karls V. und starb ohne Nachkommenschaft.
- Die Ernennung zum spanischen Herzog von Soria und Archi (recte:Arci, beide Königreich Neapel) im Jahr 1518 und anschließend im Jahr 1519 zum spanisch-niederländischen Marquis d’Aarschot (auch Aerschot und Arschot geschrieben) erfolgte für Guillaume II. de Croÿ, Seigneur von Chièvres, Erzieher des späteren Kaisers Karl V., und erlosch auch schon mit Guillaumes kinderlosem Tod.
- Dessen Neffe Philippe II. de Croÿ, Schwiegersohn und Erbe des 1527 verstorbenen Charles I. de Croÿ, Fürst von Chimay, wurde 1534 in Genua zum spanisch-niederländischen Herzog von Aarschot erhoben. Diese Linie starb 1684 mit Ernst Bogislaw von Croÿ-Havre-Vinstingen aus.
- Philippe de Croÿ († 1612) wurde am 3. November 1590 zum spanisch-niederländischen Graf von Solre erhoben.
- Der spanische Gesandte auf dem Reichstag zu Regensburg Charles Philippe de Croÿ, Marquis d’Havré († 1613), wurde 1594 in den Titular-Reichsfürstenstand, ohne Stimmrecht im Reichstag, erhoben. Dessen Linie erlosch 1684 mit dem Tod seines Enkels Ernst Bogislaw von Croÿ-Havré-Vinstingen (1620–1684), evangelischer Bischof von Cammin 1637–1650, Statthalter von Hinterpommern und des Herzogtums Preußen.

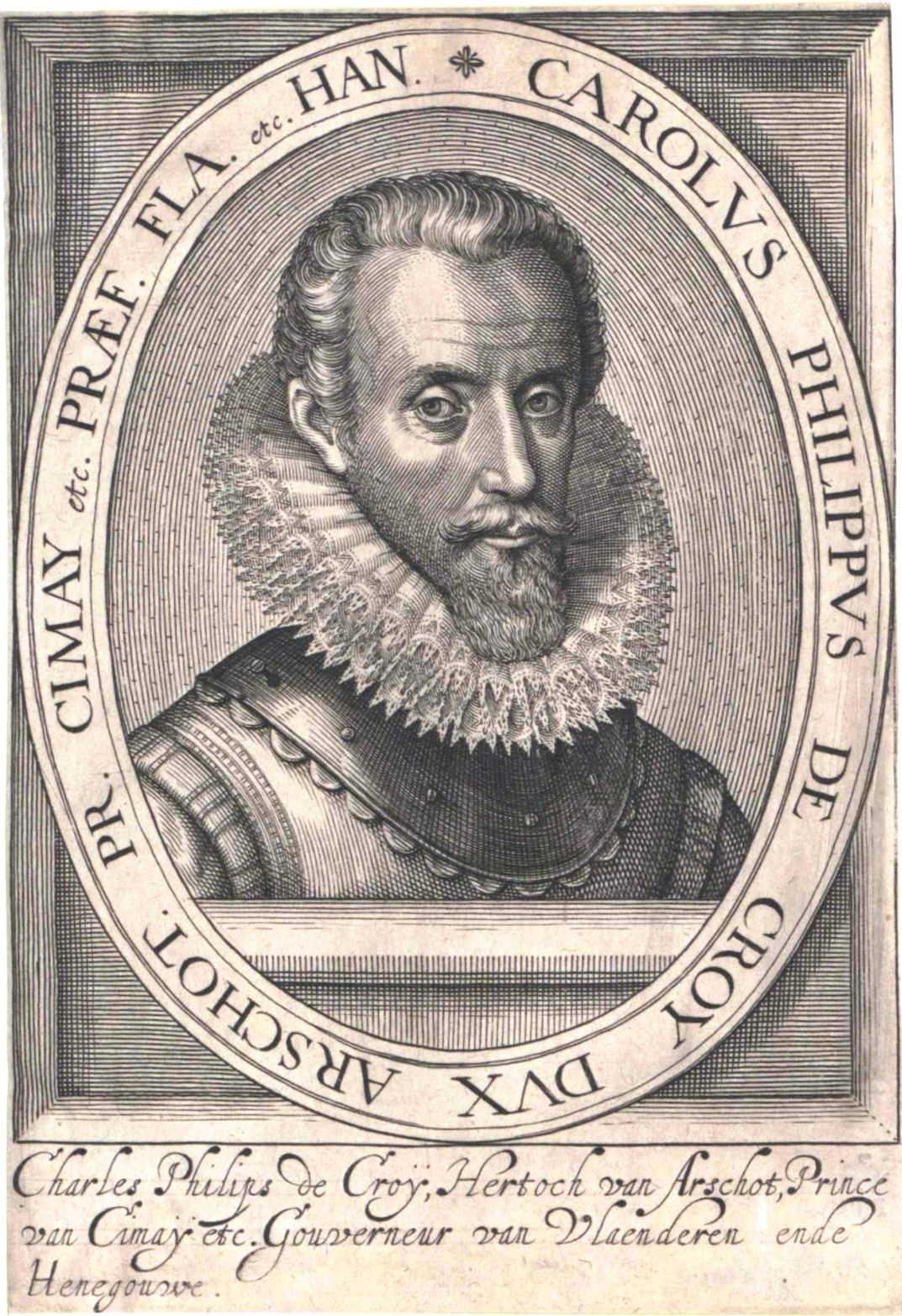
Charles III. de Croÿ (1560–1612), Sohn von Philippe III. de Croÿ; 4. Herzog von Aarschot, 5. Fürst von Chimay, 3. Fürst von Porcéan

- Charles Alexandre de Croÿ (1560–1612), wurde in 1598 vom französischen König HENRI IV zum Herzog von Croÿ erhoben, mit Vererbung des Titels auf den jeweils Erstgeborenen des Gesamtgeschlechts. Heinrich IV. von Frankreich beabsichtigte, mit dieser Erhebung den Statthalter der spanischen Niederlande auf die französische Seite zu ziehen.
- Anne (1564–1635), Schwester und Erbin des duc Charles II d' Aerschot († 1612), heiratete 1587 Charles de Ligne, Prinzen von Arenberg (1550–1610/1616); das Herzogtum Aerschot und das Fürstentum Chimay gingen mitsamt der Würde eines Granden von Spanien I. Klasse, deshalb 1612 an das Haus Arenberg, das seitdem unter anderem auch den Titel Herzog von Croÿ in der Titulatur (berechtigt?) führt.
- Philippe de Croÿ aus dem Hause Roeulx († 1681), Herr auf Mylendonck/Millendonck in der heutigen Städteregion Aachen, wurde am 31. März 1664 in den Titular-Reichsgrafenstand ohne Reichsstandschaft erhoben. Diese Linie starb im Jahr 1702 mit dem Tod seines Sohnes Charles Eugène de Croy aus.
- Zum spanisch-niederländischen Fürsten von Solre wurde am 14. November 1677 in Madrid Philippe Emmanuel de Croÿ (1641–1718).
- Die französische Bestätigung als Duc de Croÿ erhielt im September 1768 dessen Enkel Emmanuel de Croÿ († 1784), Fürst von Solre, ab 1783 Marschall von Frankreich.
- Seinem Enkel Auguste de Croÿ (1765–1822), 9. duc de Croy, wurde am 25. Februar 1803 durch den Reichsdeputationshauptschluss das fürstbischöflich Münsteraner Amt Dülmen in Westfalen als souveränes Territorium zugeteilt, als Entschädigung für die abgetretenen linksrheinischen Besitzungen. Dieser Besitz wurde nach 1815 als Standesherrschaft vom Deutschen Bund anerkannt. Daher erhielt die Familie gemäß dem Bundestagsbeschluss vom 18. August 1825 das Prädikat „Durchlaucht“ (zunächst primogenitur), später auch zur preußischen Durchführung am 21. Februar 1832 und am 3. März 1833 mit Ausdehnung auf alle Nachkommen. Am 12. Oktober 1854 wurde das Adelsgeschlecht zum erblichen Mitglied des Preußischen Herrenhauses. Seine Nachgeborenen führten in Deutschland bis 1919 den Titel und Namen „Prinz/essin von Croÿ“. Seit 1919 ist in Deutschland der frühere Adelstitel „Prinz“ bzw. „Prinzessin“ Bestandteil des amtlichen Namens geworden.
- Königlich belgische Adelsanerkennung mit dem Prinzentitel (da der Herzogstitel nur dem jeweiligen Chef des Gesamtgeschlechts zusteht) und der Anrede Durchlaucht:
- am 26. Januar 1892 für Charles Prinz von Croÿ (1869–1943), Bürgermeister von Rumillies
- am 17. Februar 1927 für Etienne Prinz von Croÿ (1872–1932), Ritter des spanischen Ordens vom Goldenen Vließ, Bailli und Großkreuz des souveränen Malteser-Ritterordens, Präsident der belgischen Malteser-Assoziation
- am 2. Januar 1933 für Leopold Prinz von Croÿ-Solre (1877–1965)
- am 8. Januar 1934 für Reginald Prinz von Croÿ (1878–1961), königlich belgischen Botschafter a. D.
- am 27. Oktober 1947 mit Namensmehrung für Etienne-Gustave Prinz von Croÿ du Roeulx (1898–1990), königlich belgischen Botschafter i. R., Bailli und Großkreuz des souveränen Malteser-Ritterordens
- ebenfalls am 27. Oktober 1947 mit Namensmehrung für Gustave Prinz von Croÿ du Roeulx (1911–1993), Ehren- und Devotionsritter des souveränen Malteser-Ritterordens
- Emmanuel Prinz von Croÿ (* 1990) führt, als Enkel mütterlicherseits des Manfred (letzten) Fürsten von Collalto und San Salvatore, infolge Dekret vom 27. Juli 1994 des italienischen Justizministeriums den Namen Croÿ-Collalto.[6]

### Linien
Die Familie hat sich in folgende Linien geteilt:
1. Herren von Croÿ und Renty, Herzöge von Aarschot, erloschen 1612;
2. Marquis de Havré, erloschen 1700;
3. Grafen von Le Roeulx, erloschen 1585;
4. Fürsten von Croÿ, Fürsten des Heiligen Römischen Reichs, erloschen 1702 mit Charles Eugène de Croÿ
5. Grafen beziehungsweise Fürsten von Chimay, erloschen 1527;
6. Fürsten von Solre-le-Château und von Mœurs[7], 1767 durch Erlöschen der älteren Linien zur Hauptlinie geworden;
7. Herzöge von Croÿ-Havré, erloschen 1839/40

### Heutige Hauptlinie Croÿ-Solre

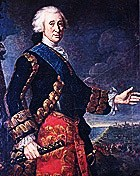
Emmanuel Herzog von Croÿ, Fürst von Solre (1718–1784)

Vorfahre aller heute lebenden Familienmitglieder ist Emmanuel Herzog von Croÿ (1718–1784), Fürst von Solre und Marschall von Frankreich.
Beim Abschluss des Friedens von Lunéville (9. Februar 1801) gingen Besitzungen in den Niederlanden verloren, vor allem die Grafschaft Hoorn. Daraufhin erhielt Anne Emmanuel von Croÿ 1803 durch den Reichsdeputationshauptschluss die im Münsterland gelegene reichsunmittelbare Grafschaft Dülmen zugesprochen. Nach dem Wiener Kongress 1815 fielen diese Besitzungen als Standesherrschaft unter die Oberhoheit der Preußischen Krone. Seit 1822 war Herzog Alfred von Croÿ (1789–1861) Standesherr der Herrschaft. Er heiratete 1819 die Prinzessin Elenore von Salm-Salm (* 1794). Das Paar hinterließ drei Söhne und fünf Töchter. Alfred und seine Brüder Ferdinand und Philipp waren die Begründer der drei heutigen herzoglichen bzw. fürstlichen Linien der Familie.

#### 1. Linie
Die Söhne des Begründers der 1. Linie Alfred, Herzog Rudolf und seine Brüder Prinz Alexis und Prinz Georges, teilten die 1. Linie in drei Äste. Herzog Rudolf war der Stammvater des westfälischen Astes, Prinz Alexis der Stammvater des böhmischen Astes und Prinz Georges war der Stammvater des französischen Astes.

##### Westfälischer Ast
Karl Alfred 12. Herzog von Croÿ (1859–1906), der erstgeborene Sohn von Rudolph und Begründer des westfälischen Astes der 1. Linie, wurde erbliches Mitglied des Preußischen Herrenhauses und Ehrenritter des Malteserordens. Er heiratete 1888 in Brüssel Ludmilla Prinzessin und Herzogin von Arenberg (1870–1953), die Tochter des Herzogs Engelbert-August von Arenberg. Das Paar hinterließ die drei Söhne Carl, Engelbert und Anton sowie eine Tochter, Isabella. Sohn Karl (1889–1974) wurde 13. Herzog von Croÿ. Er war viermal verheiratet und der Sohn Carl Emanuel (1914–2011) aus seiner 1913 geschlossenen ersten Ehe mit Nancy Leishman (1894–1983), wurde 14. Herzog von Croÿ. Er heiratete 1953 Gabriele Prinzessin von Bayern (1927–2019), die Tochter des Generalfeldmarschalls und Kronprinzen Rupprecht von Bayern. 1954 wurde Tochter (Prinzessin) Marie-Thérèse geboren und 1955 Sohn Rudolph, der heutige 15. Herzog. Nach der Zerstörung des Schlosses Dülmen 1945 wurde Haus Merfeld zum Wohnsitz des westfälischen Astes. Das ostwestfälische Schloss Schweckhausen gehörte von 1847 bis 2015 zum herzoglichen Besitz.

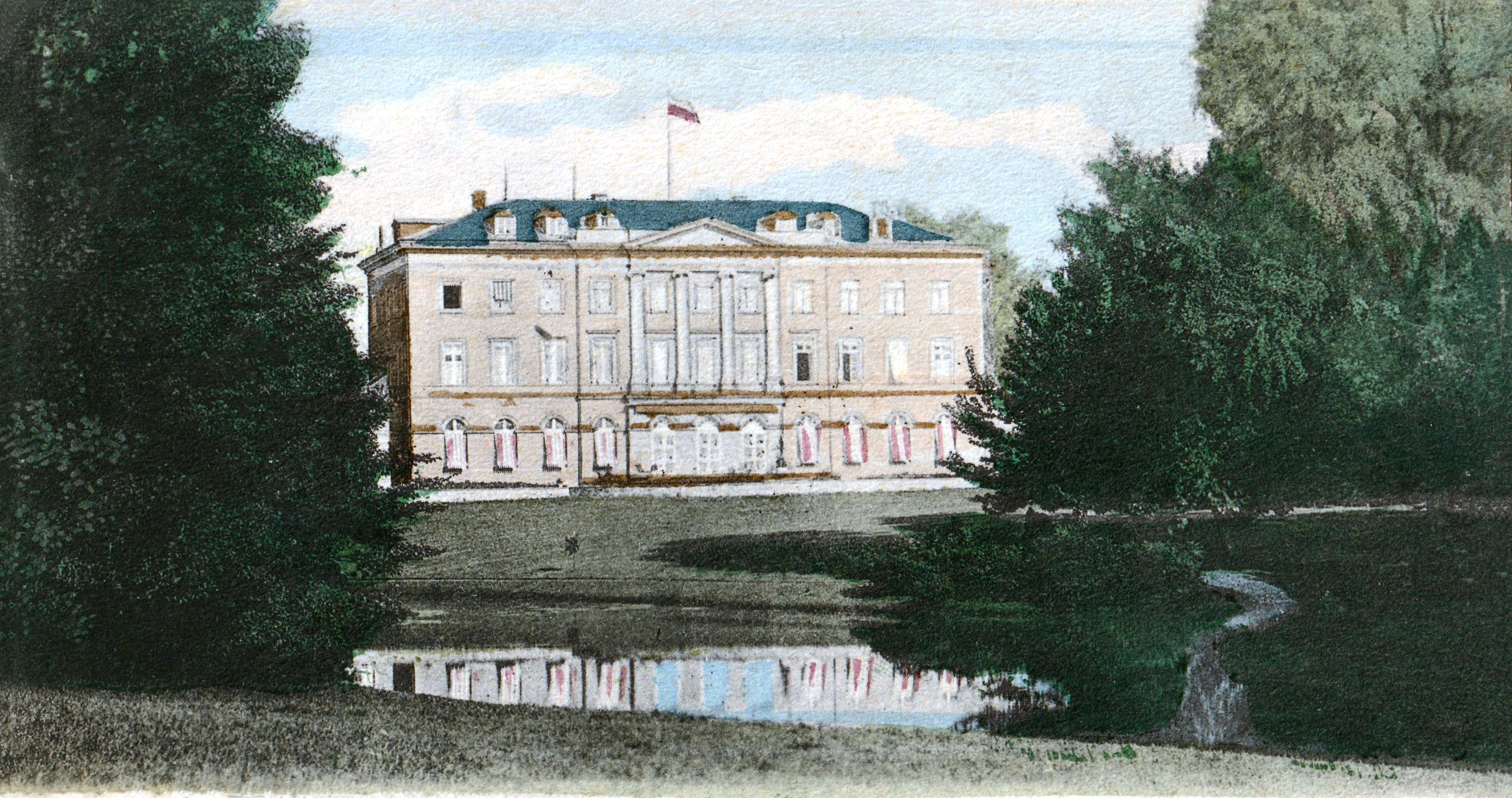
Schloss Dülmen (vor 1908)
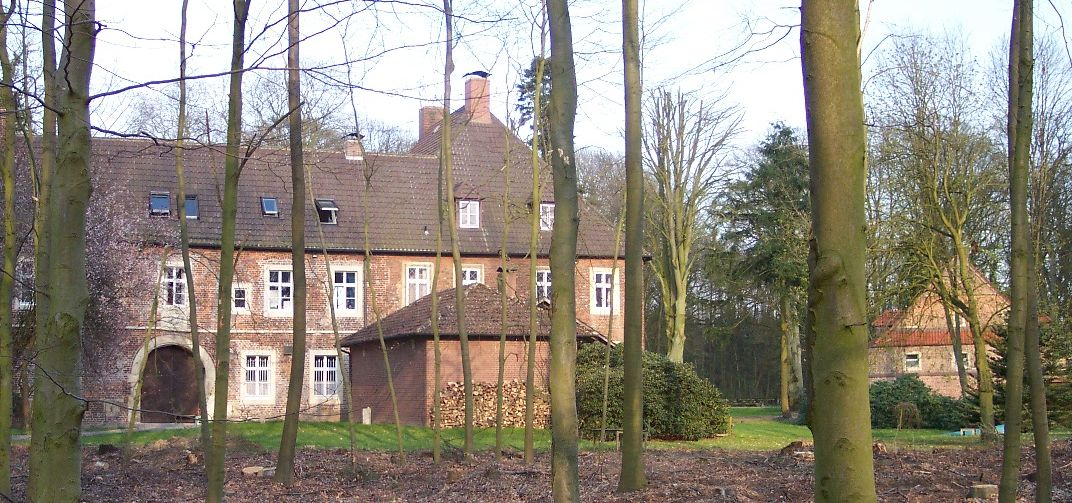
Haus Merfeld
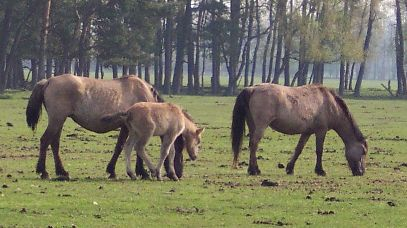
Croÿ’sches Naturerbe: Dülmener Wildpferde, dank Herzog Alfred von Croÿ seit 1847 vor dem Aussterben bewahrt

##### Böhmischer Ast
Prinz Alexis von Croÿ (1825–1898), der zweitgeborene Sohn von Alfred und Bruder von Rudolph und George, war der Begründer des böhmischen Astes der 1. Linie. Sein Sohn Max Rudolph Karl Prinz von Croÿ heiratete 1908 in Křimitz Caroline Prinzessin von Lobkowitz aus dem böhmischen Fürstenhaus Lobkowitz (* 1873; † 1951). Sie hatten vier Söhne, die Prinzen Alexis, Franz, Max und Alfred von Croy. Alexis (* 1910) heiratete 1931 in erster Ehe Gräfin Elisabeth von Beaufort-Spontin (1911–1995) und sein Bruder Max (1912–1992) 1938 die Gräfin Caroline von Busseul (1918–1981). Beide konnten den Ast mit Söhnen und Töchtern fortsetzen. Franz fiel am 26. September 1944 in Reusel, Niederlande. Sein Grab befindet sich in Ysselsteyn. Alfred fiel am 23. November 1943 in der Nähe von Newel, Russland. Sein Grab wurde bisher nicht gefunden.

##### Französischer Ast
Der dritte Sohn von Alfred, Prinz Georges von Croÿ (1828–1879), Bruder von Rudolph und Alexis, war der Begründer des französischen Astes der 1. Linie. Dessen Sohn François Marie Emmanuel Prinz von Croÿ (1873–1950) heiratete 1908 in Paris Simone de Chaponay (1885–1974). Das Paar hinterließ zwei Söhne, die Prinzen François Emmanuel Georges (1913–1993) und Robert Marie François George (1920–2007) und zwei Töchter, die Prinzessinnen Maximilienne Jeanne Françoise (1909–2001) und Simone Marie François Georges (* 1917).

#### 2. Linie (Belgische Linie)
Prinz Ferdinand von Croÿ, der Stammvater der zweiten belgischen Linie und Bruder von Alfred und Philipp, hinterließ die zwei Söhne Emmanuel (1811–1865) und Juste Marie Fernand (1824–1908), die Begründer der bis heute auf ihren Besitzungen ansässigen Äste zu Roeulx und Rumillies (bei Tournai, Belgien).

##### Ast zu Roeulx
Den Ast zu Roeulx teilten Emmanuels Söhne Alfred Prinz von Croÿ (* 1842; † 1888) und Gustav Prinz von Croÿ (1845–1889), sie stammten aus seiner 1875 in London geschlossenen Ehe mit Elizabeth Mary Parnall (1855–1912), in zwei weitere Zweige. Der älteste Sohn Léopold Prinz von Croÿ-Solre (1877–1965) erhielt 1933 die belgische Adelsanerkennung mit dem Prinzentitel und der Anrede Durchlaucht. Er heiratete 1918 in Paris Jacqueline de Lespinay (1889–1977). Aus der Ehe gingen acht Kinder, ein Sohn und sieben Töchter hervor. Réginald Prinz von Croÿ (1878–1961), königlich belgischer Botschafter a. D. und Bruder von Léopold, erhielt 1934 ebenfalls eine belgische Adelsanerkennung mit Prinzentitel und der Anrede Durchlaucht. Er hinterließ aus seiner 1920 in Brüssel geschlossenen Ehe mit Isabelle Prinzessin von Ligne (1889–1968) zwei Töchter.
Der Begründer des zweiten Zweiges Gustav Prinz von Croÿ heiratete 1868 in Paris Luise de Croix (1842–1916). Sohn Etienne Prinz von Croÿ (1872–1932) wurde Ritter des spanischen Ordens vom goldenen Vlies, Balli und Großkomtur des Malteserordens und Präsident der belgischen Malteserassoziation. Aus seiner 1898 in Héverlé geschlossenen Ehe mit Marie-Salvatrix Prinzessin und Herzogin von Arenberg, Tochter von Herzog Engelbert-August von Arenberg gingen die Kinder Elénore (1897–1990), Etienne-Gustave (1898–1990), Marie-Claire (1907–2000) und Gustave Théodule Ferdinand (1911–1993) hervor. Elénore Prinzessin von Croÿ heiratete 1925 in Paris Guy Comte de La Rochefoucauld aus dem herzoglichen Haus (1894–1952). Ihr Bruder Etienne-Gustave Prinz von Croÿ war königlich belgischer Botschafter und Balli und Großkomtur des Malteserordens. Er heiratete 1922 in Paris Alyette de Pomereu (1903–1998) und hatte einen Sohn und eine Tochter.

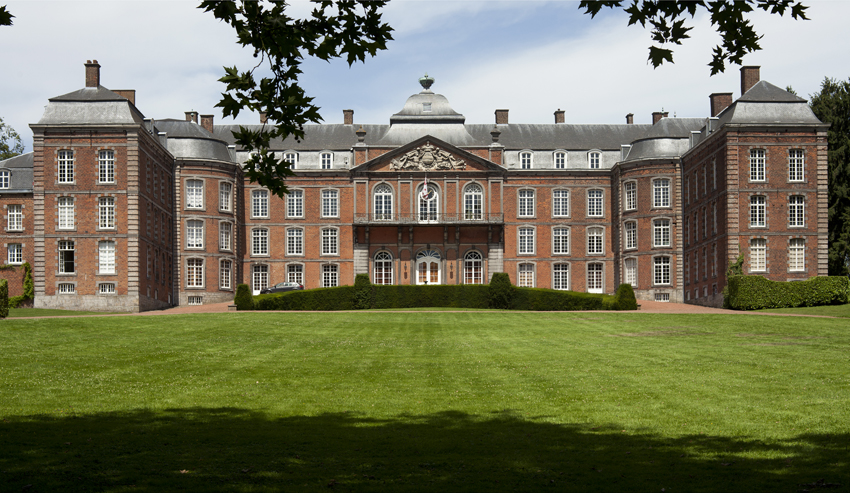
Château du Roeulx, Belgien
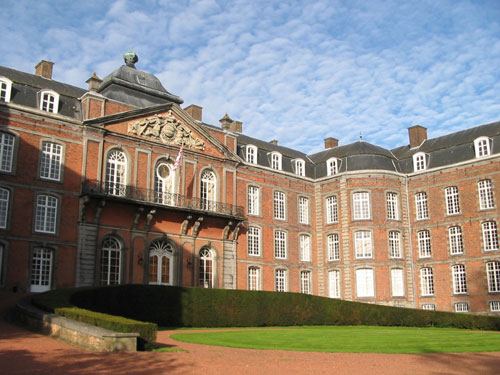
Roeulx

##### Ast zu Rumillies
Juste Marie Fernand Prinz von Croÿ, der Begründer des Astes zu Rumillies (bei Tournai, Belgien), heiratete 1854 in Brüssel Marie Gräfin von Ursel (1833–1885), die Tochter von Herzog Leon von Ursel und dessen Frau Sophie, eine geborene Gräfin d’Harcourt. Das Paar hinterließ die beiden Söhne und Prinzen Charles Joseph (1869–1943) und Joseph Emmanuel (1873–1968). Der erstgeborene Charles Joseph erhielt 1892 eine belgische Adelsanerkennung mit Prinzentitel und der Anrede Durchlaucht und wurde Bürgermeister von Rumillies. Er heiratete 1896 Mathilde Comtesse de Robiano (1868–1946), die Erbin von Rumillies und Tochter des päpstlichen Geheimkämmerers Graf Albert de Robiano. Aus der Ehe gingen die Prinzessinnen Mathilde Marie (* 1902), Marie-Immaculée (* 1905) und die Prinzen Emmanuel (* 1908) und Jean Marie (1910–1990) hervor. Marie-Immaculée Prinzessin von Croÿ war Dame des Sternenkreuzordens, Justizdame des Konstantinordens von St. Georg sowie Großkreuzdame des Ritterordens des Heiligen Grabes zu Jerusalem. Sie heiratete 1926 den Grafen Thierry de Limburg-Stirum (1904–1968), Bürgermeister von Huldenberg, Ritter des Ordens vom Goldenen Vlies. Von ihren Brüdern wurde Jean Marie Bürgermeister zu Rumillies und der erstgeborene Emmanuel Berg- und Zivilingenieur und Kommandeur des Ritterordens vom Heiligen Grabe zu Jerusalem. Er war seit 1944 mit Nicole Comtesse de Marnix de Sainte-Aldegonde (* 1919) verheiratet. Sie hatten zwei Töchter und zwei Söhne. Tochter Marie Gabrielle Prinzessin von Croÿ (* 1946), Doktorin der Theologie, heiratete 1971 Adrien Prince de Merode und Bruder Guillaume Gabriel (* 1950), Doktor der Rechtswissenschaften, 1989 in Venedig Isabella Gräfin von Collalto und San Salvatore (* 1960). Sie war die Tochter von Manfred Fürst von Collalto und San Salvatore, dem Chef und letzten Vertreter des Mannesstamms der Collalto und dessen Frau Maria de la Trinidad Castillo y Moreno aus dem Hause der Marqueses de Jura Real, Marquese de Castro de Torres.

#### 3. Linie (Österreichische Linie)
Der Stammvater der dritten, österreichischen Linie war Philipp Prinz von Croÿ (1801–1871), der Bruder von Alfred und Ferdinand. Er erhielt 1841 den niederösterreichischen Herrenstand. Sein Sohn Alexander Prinz von Croÿ (1828–1887) hinterließ aus der 1863 auf Schloss Laer geschlossenen Ehe mit Elisabeth Maria Gräfin von Westphalen zu Fürstenberg (1834–1910) drei Kinder, die Prinzen Wilhelm, Klemens und Alexander.
Der erstgeborene Wilhelm (1869–1918) heiratete 1898 in Arad Desideria (Dezsi) Rónay de Zombor (1874–1935). Zu ihren Nachkommen gehörte Stephan Prinz von Croÿ (1899–1966), der 1928 in Houston, US-Bundesstaat Texas, Beatrix Taylor heiratete.
Sohn Prinz Klemens von Croÿ (1873–1926) wurde k.u.k. Kämmerer. Er heiratete in Wien 1903 Christiane Prinzessin von Auersperg (1878–1945), die Tochter von Franz-Joseph Fürst von Auersperg und dessen Frau Wilhelmine Gräfin Kinsky von Wchinitz und Tettau. Das Paar hatte vier Kinder, einen Sohn und drei Töchter. Der Sohn Prinz Karl (1912–1983) heiratete 1939 in Graz Barbara Freiin Söll von und zu Teißenegg auf Stainburg (* 1906). Nach dem Unfalltod seiner Frau 1906 heiratete Klemens Eva Maria Winckhler von Winkelstein (1909–1985), die Tochter des ehemaligen königlich ungarischen Handels- und Verkehrsministers Stephan Winckhler von Winkelstein. Von den drei Kindern aus erster Ehe, ein Sohn und zwei Töchter, wurde Ferdinand (* 1940) Major im österreichischen Bundesheer und Gestütsleiter.
Der dritte Sohn und Zwillingsbruder von Klemens, Alexander Prinz von Croÿ (1873–1937) wurde ebenfalls k.u.k. Kämmerer sowie Ehren- und Devotionsritter des Malteserordens. Er heiratete in Wien 1908 Mathilde Gräfin von Stockau (1881–1949), eine Enkelin von Georg von Stockau und hinterließ zwei Söhne, die Prinzen Anton und Alexander sowie drei Töchter, die Prinzessinnen Elisabeth (* 1911), Eveline (* 1914) und Marie-Rose (* 1916). Der erstgeborene Anton (1909–1976) konnte den Zweig mit Söhnen und Töchtern fortsetzen. Er war zweimal verheiratet, in erster Ehe seit 1940 mit Clementine Prinzessin von Ratibor und Corvey, Prinzessin zu Hohenlohe-Schillingsfürst (1918–2005) und in zweiter Ehe ab 1964 mit Margriet Krayenbrink (* 1932). Sein Bruder Alexander Prinz von Croÿ (1912–2002), der sich in Großbritannien niederließ, war ebenfalls zweimal verheiratet und hinterließ zwei Töchter und einen Sohn. Eveline Maria Franziska (1914–1988), eine Schwester von Anton und Alexander, heiratete 1940 in Wien Oswald Graf von Kielmansegg (* 1908), Dr. jur., Hofrat und stellvertretender Generaldirektor (im Ruhestand) der Austria Tabakwerke AG.

## Wappen

### Stammwappen
Das Stammwappen zeigt in Silber drei rote Balken (hat also Ähnlichkeit mit dem Wappen der sagenhaften Ahnherrn aus dem Königshaus der Árpáden, das vier rote Balken hat). Auf dem Helm mit rot-silbernen Decken ein schwarzer Brackenrumpf mit goldenem Halsband zwischen einem rechts roten und links silbernen Adlerflug.

### Wappen unterschiedlicher Zweige

Stammwappen Croÿ
Croÿ-Renty I
Croÿ-Renty II
Arenberg-Croÿ
Croÿ-Flandres-Craon (Croÿ-Chimay)
Croÿ-Sempy
Rubempré-Croÿ
Croÿ-Rœulx

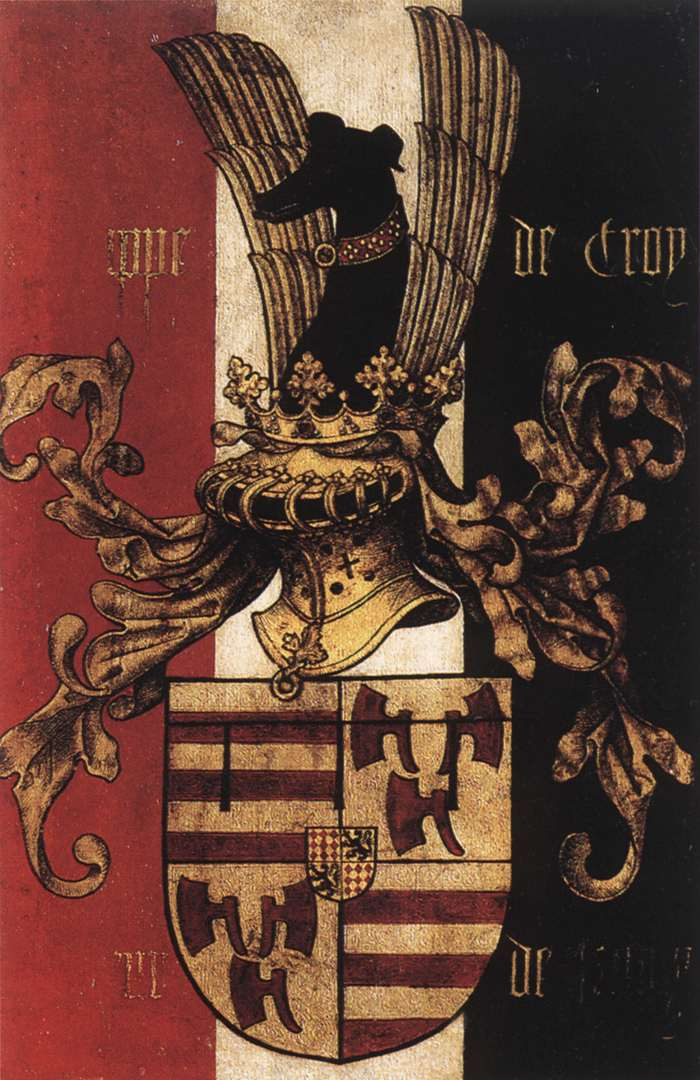
Wappen des Philippe I. de Croÿ, um 1460
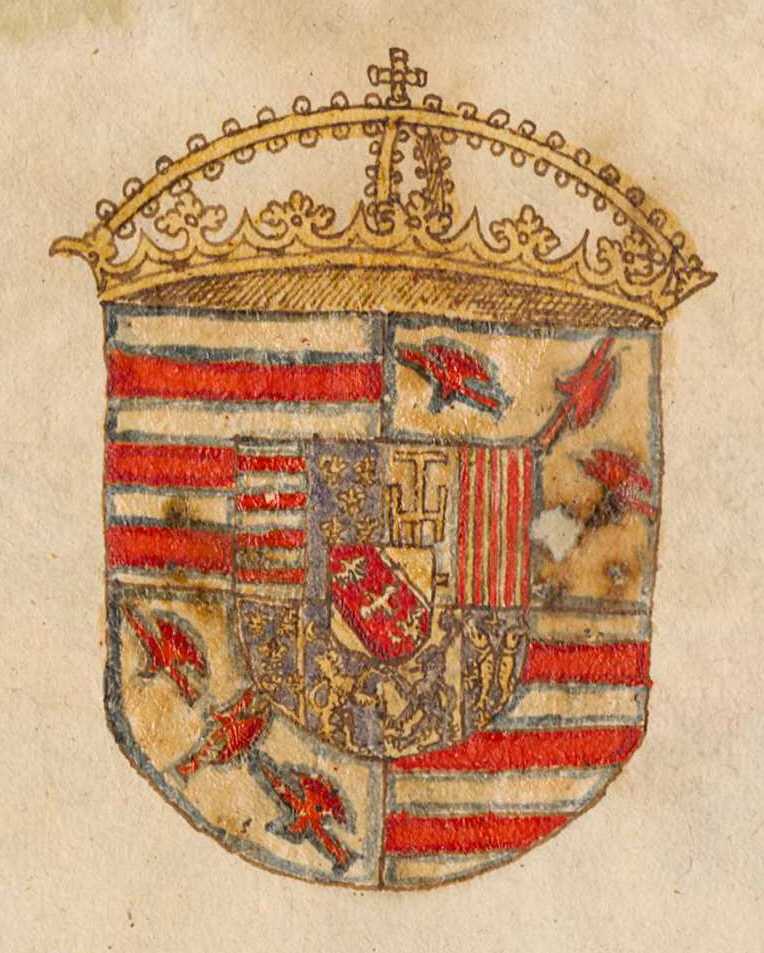
Croÿ-Havré 1594
Croÿ-Chièvre
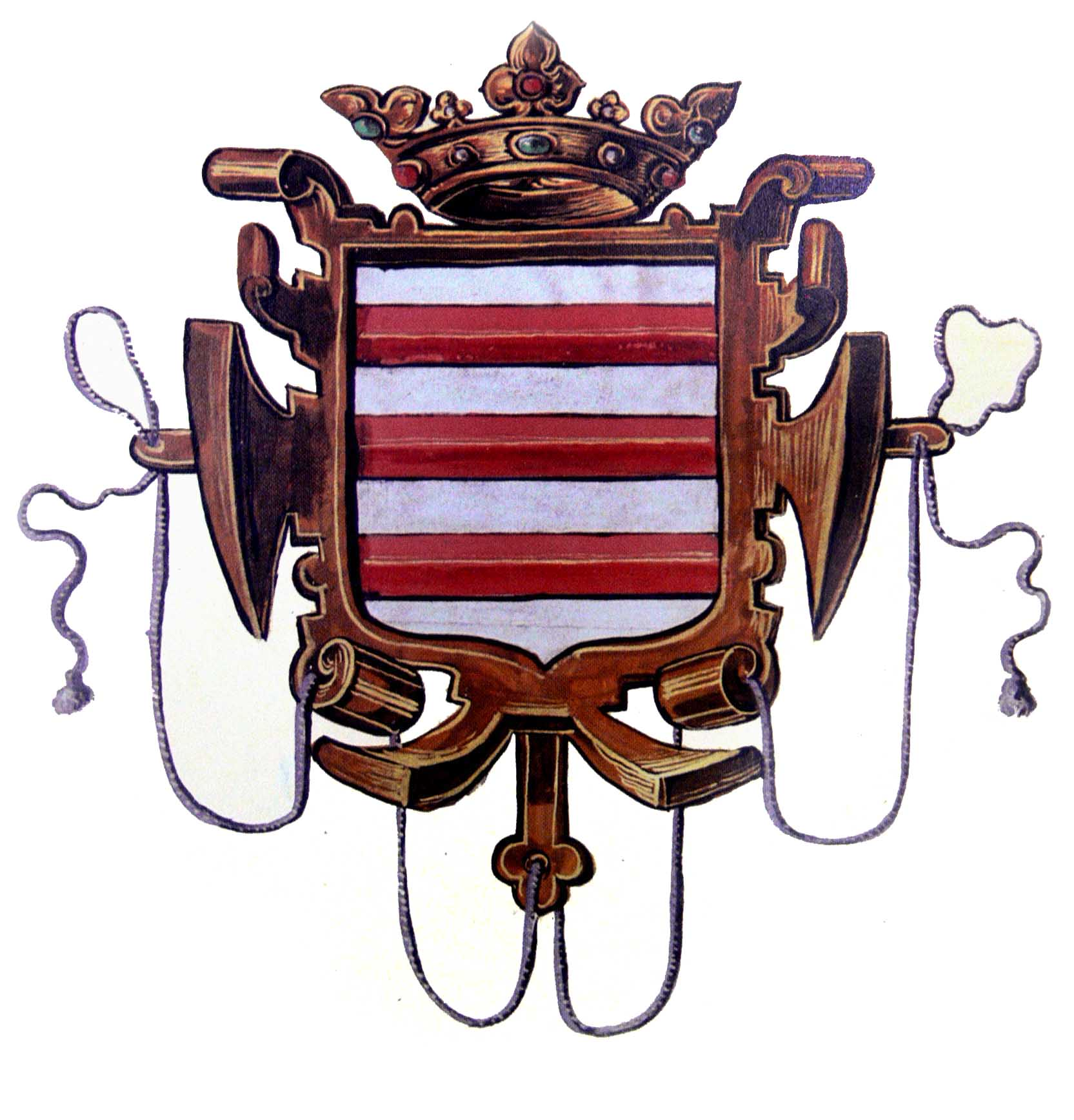
Darstellung 1596
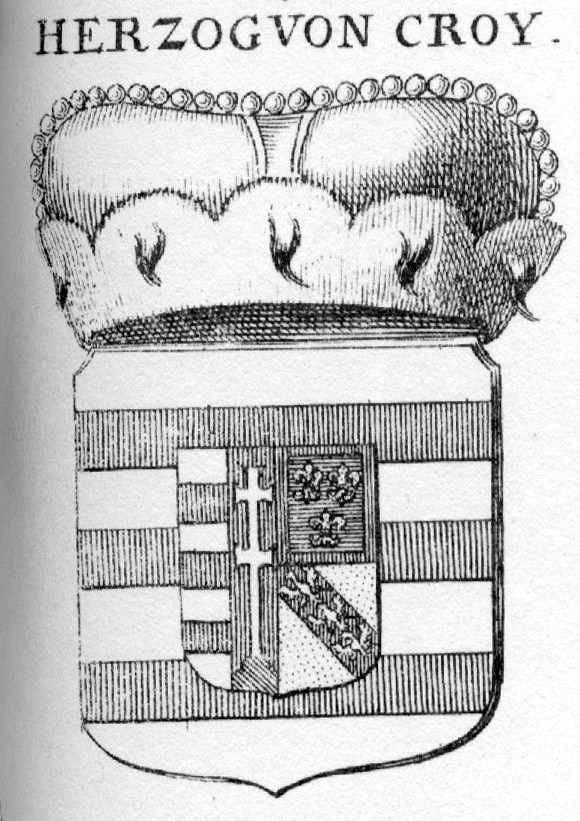
Johann Siebmacher-Wappenbuch
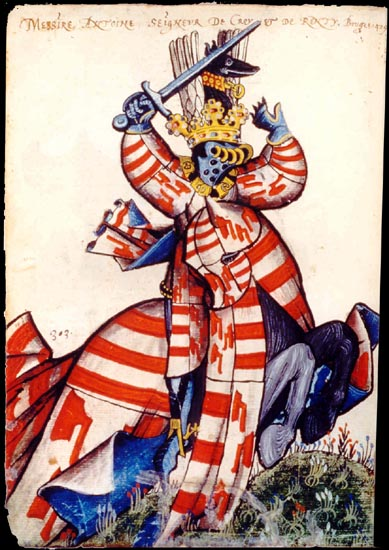
Anton I. von Croÿ Renty (1385–1475) in Rüstung
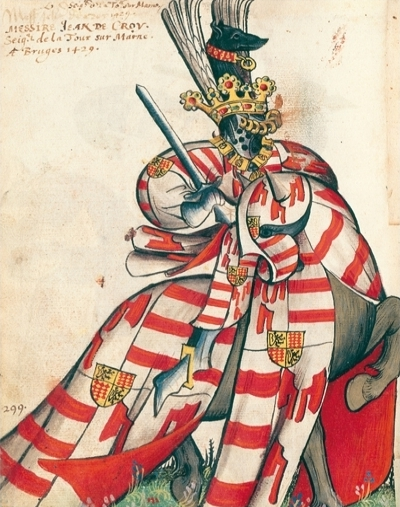
Johann II. von Croÿ Chimay (1403–1473) in Rüstung

### Fürstliches Wappen

Wappen Croÿ-Havré

Das fürstliche Wappen Croÿ-Havré ist geviert mit dem großen herzoglich lothringischen Wappen als Mittelschild; Hauptschild: Feld 1 und 4 Stammwappen Croÿ, 2 und 3 in Silber drei rote Wiesenbeile oder Streitäxte mit den kurzen, gleichfalls roten Stielen in Göpelform gestellt (Marquisat Renty); Mittelschild: geteilt und dreimal gespalten, als Herzschild das Stammwappen Lothringen: in Gold ein roter Schrägrechtsbalken, dieser der Richtung nach mit drei silbernen gestümmelten Adlern belegt; Feld 1 in Rot vier (eigentlich nur drei) silberne Balken (Königreich Ungarn), 2 blau mit goldenen Lilien bestreut, oben ein roter Turnierkragen (Älteres Haus Anjou), 3 in Silber das goldene Jerusalemkreuz (Königreich Jerusalem), 4 in Gold vier rote Pfähle (Königreich Aragonien), 5 roter Bord, darin ein blaues, mit goldenen Lilien bestreutes Feld (Jüngeres Haus Anjou), 6 in Blau ein links gekehrter, gekrönter goldener Löwe (Herzogtum Geldern), 7 in Gold ein rechts gekehrter, gekrönter schwarzer Löwe (Herzogtum Jülich), 8 in Blau zwei goldene, auswärts gekehrte Barben, begleitet von vier (1, 2, 1) goldenen Wiederkreuzchen (Herzogtum Bar); auf dem Schild die Herzogskrone.

### Herzogliches Wappen

Wappen Croÿ-Solre (Variante)

Das herzogliche Wappen der einzig heute noch bestehenden Hauptlinie Croÿ-Solre zeigt in der nebenstehenden Variante in den gevierten Feldern 1 und 4 das Stammwappen und das Wappen Renty, ebenso im Herzschild (oder dort das Balkenwappen der ungarischen Königsdynastie der Árpáden); Feld 2 ist geviert vom Wappen des Hauses Frankreich: in Blau drei Lilien, und des Hauses Albret: rotes lediges Feld, und belegt als Herzschild mit dem Wappen des Hauses Bretagne: ganz von Hermelin; Feld 3 ist geviert von Flandern: in Gold ein schwarzer Löwe, und Craon: rot-golden gerautet. Schild bekrönt mit einer Fürstenkrone. Der Wahlspruch auf einem Spruchband unter dem Schild lautet: Je maintiendray (französisch in alter Schreibweise; deutsch: Ich werde standhalten). Das Ganze unter einem hermelingefütterten, purpurnem Wappenmantel, der aus einer Herzogskrone herabfällt. In der anderen Form zeigt der Schild im gevierten Feld 1 das Stammwappen und das Wappen des nordfranzösischen Hauses Lalaing, Feld 2 wie vor, ebenso die Felder 3 und 4; der Herzschild zeigt das Balkenwappen der ungarischen Árpáden.

## Bekannte Familienmitglieder
- Guillaume I. de Croÿ († um 1384), Baron von Airaines
- Antoine I. de Croÿ (* um 1402–1475), mächtiges Mitglied des burgundischen Hofes, Herr von Le Roeulx, Aerschot und Beaumont, auf den Burgen Montcornet und Porcéan
- Jean II. de Croÿ (1403–1473), Bruder Antoines I., 1. Graf von Chimay, Generalkapitän im Hennegau
- Philippe I. de Croÿ-Porcéan (1435–1511), Sohn Antoines I., Gouverneur von Luxemburg und Valenciennes, Statthalter der Grafschaft Hennegau
- Philippe I. de Croÿ-Chimay (1436–1482), Sohn Jeans II., 2. Graf von Chimay, Mitglied des burgundischen Hofes
- Jacques de Croÿ (* um 1436–1516), Sohn Jeans II., Bischof von Cambrai, 1477–94 Besitzer des Kasteel Croy, Laarbeek, Niederlande
- Charles I. de Croÿ (1455–1527), Sohn Philippes I. de Croÿ-Chimay; 1. Fürst von Chimay. Er diente den Habsburgern in den Niederlanden und war unter anderem Patenonkel und Mentor Karls V.
- Guillaume II. de Croÿ (1458–1521), Sohn Philippes I. de Croÿ-Porcéan; Graf von Beaumont, Markgraf von Aarschot, Herzog von Soria und Archi, Erzieher Kaiser Karls V., leitender Minister von Burgund
- Antoine de Croÿ (* 1465/70–1495), Sohn Philippes I. de Croÿ-Porcéan; Bischof von Thérouanne in der Pikardie
- Robert de Croÿ (1500–1556), Erzbischof von Cambrai, Sohn von Henri de Croÿ-Porcéan (dieser ein Sohn Philippes I. de Croÿ-Porcéan)
- Philippe II. de Croÿ (1496–1549), Bruder Erzbischof Roberts; 1. Herzog von Aarschot, Herzog von Soria und Archi
- Guillaume III. de Croÿ (1498–1521), Kardinal, Erzbischof von Cambrai, apostolischer Administrator des Erzbistums Toledo, Bruder von Robert und Philippe II.
- Charles II. de Croÿ (1522–1551), Sohn Philippes II. de Croÿ; 2. Herzog von Aarschot, 3. Fürst von Chimay, 3. Graf von Beaumont
- Philippe III. de Croÿ (1526–1595), Bruder Charles II. de Croÿ; 3. Herzog von Aarschot, 4. Reichsfürst von Chimay, 4. Graf von Beaumont, 2. Fürst von Porcéan sowie Gouverneur von Luxemburg und Ligny
- Charles III. de Croÿ (1560–1612), Sohn von Philippe III. de Croÿ; 4. Herzog von Aarschot, 5. Fürst von Chimay, 3. Fürst von Porcéan, Marquis de Montcornet, 5. Graf von Beaumont;
- Jean de Croÿ (1588–1638), spanischer Militär, Politiker und Kunstsammler
- Anna von Croÿ (geborene Herzogin von Pommern; 1590–1660), Ehefrau des Herzogs Ernst von Croÿ-Havré, Freiherr von Vinstingen († 1631); letzte Angehörige des Greifengeschlechts
- Ernst Bogislaw von Croÿ-Havré-Vinstingen (1620–1684), Sohn von Ernst und Anna, pommerscher evangelischer Bischof von Cammin, pommerscher Statthalter
- Charles Eugène de Croÿ, Duc de Croÿ (1651–1702), österreichischer und russischer Feldmarschall, Gutsherr auf Mylendonck
- Emmanuel Herzog von Croÿ (1718–1784), 3. Fürst von Solre, Marschall von Frankreich, Vorfahre aller heute lebenden Familienmitglieder
- Louise-Élisabeth de Croÿ de Tourzel (1749–1832), französische Adlige, Herzogin de Tourzel
- Auguste Philippe Herzog von Croÿ (1765–1822), seit 1803 Lehnsherr der Grafschaft Dülmen, Sohn von Emmanuel
- Gustav Maximilian von Croÿ (1773–1844), Kardinal, Erzbischof von Rouen, Bischof von Straßburg
- Alfred von Croÿ (1789–1861), spanischer Grande und deutscher Standesherr, Mitglied des Preußischen Herrenhauses,
- Philipp Franz Reinald Victurnian von Croÿ (1801–1871), preußischer Generalleutnant
- Rudolf von Croÿ (1823–1902), Standesherr und Mitglied des Herrenhauses
- Philipp August von Croÿ (1840–1913), preußischer Generalleutnant
- Isabella von Croÿ (1856–1931), Erzherzogin von Österreich-Teschen
- Karl Alfred von Croÿ (1859–1906), Standesherr und Mitglied des Herrenhauses
- Ferdinand de Croÿ (1867–1958), katholischer Priester und päpstlicher Diplomat
- Reginald Charles Alfred Arthur de Croÿ (1878–1961), belgischer Botschafter
- Isabella von Croÿ (1890–1982), Prinzessin von Bayern
- Albrecht Prinz von Croÿ (1959), deutscher Journalist und Unternehmensberater

## Geografie
- Die Insel Île de Croÿ, eine der Îles Nuageuses der Kerguelen. Sie wurde 1773 von ihrem Entdecker, Yves Joseph de Kerguelen de Trémarec, nach dem Förderer seiner Expedition, Emmanuel Herzog von Croÿ, benannt.